# Château de Quillan
Le château de Quillan est un château situé à Quillan, en France.

## Localisation
Le château est situé sur la commune de Quillan, dans le département français de l'Aude.

## Historique
Quillan est cité dans un jugement des commissaires de Charlemagne en faveur de Daniel, archevêque de Narbonne, le 3 juin 782. La première mention du château date de 1125.
Pendant la croisade des albigeois, Simon de Monfort s'est emparé de Quillan qui fait partie des possessions de l'archevêque de Narbonne. Ce dernier est le suzerain de la famille de Niort qui est un actif soutien du catharisme.
L'archevêque de Narbonne Arnaud Amaury se plaint auprès du pape Honorius III de la confiscation de Quillan en septembre 1216. Ce dernier ordonne la restitution en mars 1217. En 1224, Amaury de Montfort a cédé au roi Louis VIII tous ses droits sur l'Occitanie. Le roi réclame alors la juridiction de Quillan et son rattachement au domaine royal ce que conteste l'archevêque de Narbonne. En 1255, le habitants de Quillan reconnaissent le château à l'archevêque Guillaume de la Broue. Philippe III le Hardi confirme en 1280 un accord passé entre ses officiers et l'archevêque Pierre de Montbrun. En 1332, le château est toujours tenu par le roi Philippe VI de Valois. Il entre ensuite pleinement dans les possessions des archevêques de Narbonne.
L'édifice actuel paraît avoir été édifié en une seule campagne de travaux homogènes, entre la fin du XIIIe et le début du XIVe siècle, en s'appuyant sur des fortifications antérieures. Il présente un dessein original, constituant en une enceinte carrée renforcé aux angles par des échaugettes et sur un côté par une tour-porte. Des bâtiments devaient exister à l'intérieur. Un étage disparu de la tour devait abriter les éléments défensifs qui s'observent sur d'autres fortifications comparables, comme à Carcassonne.
Assailli par les protestants en 1573, une partie des bâtiments sont incendiés.
Une expertise de 1628 indique que le château, manquant d'entretien, est en très mauvais état. Ce document offre une description des lieux : accès par un escalier de bois, cours pavée, tour-porche murée servant de prison, salles basses et grandes salles aux planchers pourris.
Le démantèlement du château commence dès les années 1735-36, et s'accélèrera lors de sa vente pendant la Révolution.
L'édifice est inscrit au titre des monuments historiques en 1954.